# 헤이 아놀드!

헤이 아놀드(Hey Arnold!)는 크레이크 발레트가 제작한 미국의 애니메이션 코미디 텔레비전 시리즈이다. 1996년 10월 7일부터 2004년 6월 8일까지 니켈로디언을 통해 방영되었다.